# Allendale (Carolina del Sud)
Allendale è una città di 3.544 abitanti degli Stati Uniti d'America situata nell'omonima contea di Allendale, di cui è il capoluogo, nello Stato della Carolina del Sud.